# Vasiliy Kononov
Vasiliy Kononov (14 agosto 1971) è un ex calciatore kirghiso, di ruolo difensore.